# Torreya jackii
Torreya jackii ist ein meist strauchartig, seltener als kleiner Baum wachsendes Nadelgehölz aus der Gattung der Nusseiben (Torreya). Das natürliche Verbreitungsgebiet liegt im Osten von China. Die Art wird in der Roten Liste der IUCN als stark gefährdet eingestuft und die Bestände gehen durch das Fällen von Bäumen weiterhin zurück. Das Holz wird zur Herstellung von landwirtschaftlichen Geräten verwendet und die Nadeln verbreiten beim Zerreiben oder Verbrennen einen an Sandelholz erinnernden Duft.

## Beschreibung

### Erscheinungsbild
Torreya jackii wächst als immergrüner, bis zu 12 Meter hoher Strauch oder kleiner Baum mit einem oder mehreren Stämmen, die Brusthöhendurchmesser von 20 bis selten 40 Zentimetern erreichen. Die Stammborke ist grau bis dunkelgrau gefärbt und blättert in dicken Schuppen ab, wobei die darunterliegende blass braune, neue Borke sichtbar wird. Manchmal kann sie auch gefurcht sein. Die Äste wachsen ausgebreitet und hängend, sie bilden eine schmale, offene Baumkrone. Belaubte Zweige sind stielrund, dünn, lang und biegsam. Junge Triebe sind im ersten Jahr grün und im zweiten glänzend rötlich braun.

### Knospen und Nadeln
Die vegetativen Knospen an den Enden der Zweige sind sehr klein. Die Knospenschuppen der einjährigen Knoten sind vergrößert, breit dreieckig, gekielt und glänzend braun. Sie fallen bald nach dem ersten Jahr ab. Die Nadeln sind meist hängend und stehen in einem Winkel von 20° bis 60° von den Zweigen ab. Sie wachsen an einem 1 bis 2 Millimeter langen, verdrehten Stiel, sind linealisch bis linealisch-lanzettlich, gerade oder leicht sichelförmig gebogen, ab 2,5 meist jedoch 3,5 bis 7 und selten bis 9 Zentimeter lang und ab 2,5 meist 3 bis 4 Millimeter breit. Nadeln an jungen Zweigen können eine Länge von bis zu 23 Zentimetern erreichen. Die weich ledrigen Nadeln verbreitern sich plötzlich zur Basis hin, und gehen im äußeren Drittel konisch in ein scharf zugespitztes Ende über. Die Oberseite ist glänzend grün und zeigt eine undeutlich ausgebildete Mittelrippe, die zumindest in der unteren Hälfte der Nadel in einer flachen Vertiefung liegt. Auf der Nadelunterseite befinden sich zwei silbergraue bis hellbraune, 0,5 bis 1,4 Millimeter breite Spaltöffnungsbänder, die voneinander durch die 1 bis 1,2 Millimeter breite, stark erhöhte, grüne Mittelrippe und vom Nadelrand durch 0,5 bis 0,7 Millimeter breite grüne Streifen getrennt sind. Der Nadelrand ist gerade oder leicht nach unten gebogen. Die Nadeln verbreiten beim Zerreiben einen deutlichen, angenehm aromatischen Duft.

### Zapfen und Samen
Die Pollenzapfen wachsen einzeln in den Nadelachseln. An der Basis der Zapfen stehen in Viererreihen mehrere Paare von Knospenschuppen. Die Zapfen sind blass gelb und bei der Abgabe der Pollen etwa 5 bis 8 Millimeter lang bei einem Durchmesser von 4,5 bis 5 Millimetern. Die zahlreichen Mikrosporophylle sind schildförmig und tragen vier oder fünf hängende, kleine Pollensäcke.
Die den Samen enthaltenden Strukturen wachsen paarweise in den Achseln der Nadeln. Sie sind sitzend und haben zwei Paare gerundeter und gekielten Deckschuppen und eine kleine, seitliche Deckschuppe, die den Samen umhüllen. Der reife Arillus ist glatt, anfangs weißlich bereift oder glauk und bei Reife rötlich gelb, verkehrt eiförmig, 20 bis 30 Millimeter lang mit Durchmessern von 10 bis 12 Millimetern. Die Spitze ist stachelspitzig. Der eigentliche Same ist glatt oder runzelig.
Die Samen reifen nach zwei Jahren im Herbst.

## Verbreitung und Ökologie
Das natürliche Verbreitungsgebiet von Torreya jackii liegt im Osten von China im Norden der Provinz Fujian in den Kreisen Taining und Pucheng, im Nordosten von Jiangxi und im Süden von Zhejiang. Die Art wächst in Höhen von 400 bis 1000 Metern als Unterholz in immergrünen Laubwäldern entlang von Flüssen, auf steilen, schattigen Hängen oder in Sekundärwäldern. Das Klima reicht von warm-gemäßigt bis subtropisch und wird durch den Südost-Monsun beeinflusst. Die jährliche Niederschlagsmenge liegt zwischen 1350 und 1600 Millimetern, die mittlere Temperatur zwischen 17 und 20 °C. Die Minimaltemperaturen liegen bei −10 °C, das Verbreitungsgebiet wird damit der Winterhärtezone 8 zugerechnet mit mittleren jährlichen Minimaltemperaturen zwischen −12,2 und −6,7 °C (10 bis 20 °F). Torreya jackii wächst auf montanen Gelberdeböden, auf granitischen oder rhyolithischen felsigen Untergrund mit einem pH-Wert von 4,2 bis 5 und ausreichend Grund- oder Sickerwasser. Die Wurzeln haben eine fleischige Rinde, die Wasser speichern kann und es so der Art ermöglicht, längere Trockenzeiten zu überstehen.
Man findet die Art zusammen mit Quercus oxyphylla, Quercus phillyreoides, Quercus glauca, Photinia benthamiana, Loropetalum chinense, Castanopsis eyrei, Schima superba und Rhododendron ovatum. In Sekundärwäldern wächst sie mit Loropetalum chinense, Vaccinium bracteatum, Rhododendron ovatum, Symplocos sumuntia und anderen Sträuchern.

## Gefährdung und Schutz
In der Roten Liste der IUCN wird Torreya jackii als stark gefährdet („Endangered“) geführt. Die Art wächst in deutlich niedrigeren Höhenlagen als andere Nusseiben und die Bestände haben sich in den letzten 150 Jahren durch das Abholzen der Wälder, um die Gebiete für die Landwirtschaft zu nutzen, stark verringert. Es gibt außerdem nur wenige große Bäume, da die meisten wahrscheinlich gefällt wurden. Es wird angenommen, dass sich die Bestände um mehr als 50 Prozent verringert haben. Die verbleibende Population wird auf etwa 700.000 nicht voll ausgewachsene Exemplare geschätzt. Inzwischen ist das Fällen der Bäume verboten und es gibt Bestände in geschützten Gebieten wie dem Jiangshi Naturreservat. Diese Maßnahmen sollten den weiteren Rückgang der Art verlangsamen.

## Systematik und Etymologie
Torreya jackii ist eine Art aus der Gattung der Nusseiben (Torreya). Sie wurde 1925 von Woonyong Chun als Torreya jackii im Journal of the Arnold Arboretum erstbeschrieben. Synonyme der Art sind nicht bekannt. Der Gattungsname Torreya erinnert an den amerikanischen Botaniker und Chemiker John Torrey (1796–1873), der zusammen mit Asa Gray das zweibändige Werk A Flora of North America verfasste. Das Artepitheton jackii ehrt den in Kanada geborenen, amerikanischen Botaniker John G. Jack (1861–1949), der Woonyong Chun am Arnold-Arboretum unterrichtet hat.
Torreya jackii hat von allen Nusseiben die längsten und schmalsten Nadeln, die im Gegensatz zu den anderen Arten auch verdreht sind. Sie wächst auch am häufigsten strauchförmig. Trotz dieser morphologischen Unterschiede zeigen genetische Untersuchungen, dass die Art nahe mit Torreya grandis verwandt ist. Torreya jackii ähnelt Cephalotaxus fortunei, so gleichen sich die Nadeln und die beiden Arten können nicht an ihren Nadeln unterschieden werden. Sie unterscheiden sich jedoch durch die sitzenden Samenzapfen von Torreya jackii.

## Verwendung
Die Bäume sind eher klein, doch ist das Holz sehr fest und duftet angenehm. Es wird zur Herstellung von landwirtschaftlichen Geräten verwendet. Die Nadeln verbreiten einen sehr aromatischen Duft, wenn sie zerrieben oder verbrannt werden, der an das Öl von Sandelholz erinnert. Außerhalb Chinas wird die Art jedoch kaum kultiviert und man findet sie nur in wenigen botanischen und privaten Gärten.